# Шиповник плоскошипый
Шиповник плоскошипый (лат. Rosa platyacantha) — красивоцветущий кустарник, вид растений из семейства Розовых (Rosaceae); распространён в центральной части Азии. В Алма-Ате разводится как декоративное растение.

## Описание
Куст высотой 1–2 м. Веточки раскидистые, крепкие, голые, покрыты красноватой корой. Колючки обильные, жёлтые, прямые или изогнутые, до 8 мм, твёрдые, плоские, расширяются до широкого эллиптического основания.
Листья, включая черешочки 3–5 см; прилистники в основном прилегают к ножке, свободные части ланцетные, железистые пильчатые; остовы и ножки железистые в молодом возрасте; листочков 5–7(9), почти шаровидные, обратно-яйцеватые или продолговатые, 8–15 × 5–10 мм; основание широко клиновидное или почти округлое, край 4–6-пильчатый в верхней части, целый снизу, верхушка округло-тупая.
Цветки одиночные, или 2 или 3, 3–5 см в диаметре. Чашелистиков 5, ланцетные. Лепестков 5, жёлтые, обратно-яйцевидные, основание клиновидное, верхушка выемчатая.
Плоды — орешки, тёмно-красные или пурпурно-коричневые, шаровидные или яйцевидные, ≈ 1 см в диаметре, блестящие, со стойкими выпрямленными чашелистиками.
Период цветения: май—август; период плодоношения: август—ноябрь .

## Распространение
Ареал включает Казахстан, Кыргызстан, Монголию, Таджикистан, Туркменистан, Синьцзян . Населяет леса, опушки лесов, кустарник, берега потоков, засушливые склоны, необработанные поля; на высотах 1100–1800 м .